# 자동차 조명

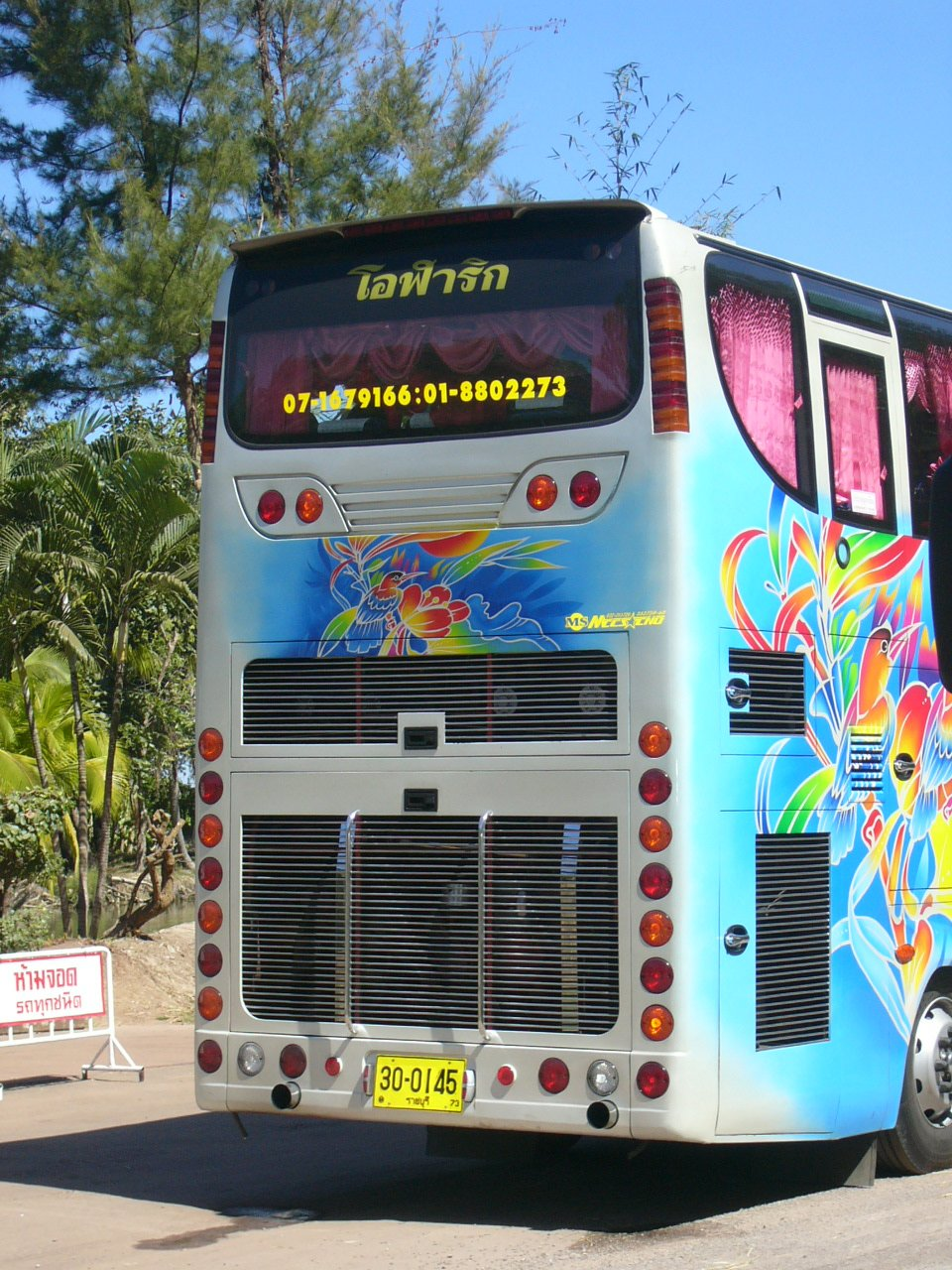
과도하게 많은 수의 후면 조명을 달고 있는 태국의 관광버스

자동차 조명(영어: Automotive lighting)은 자동차의 전면, 후면, 측면, 그리고 일부의 경우 상단에 실장되거나 통합되는 조명 및 신호 장치이다.

## 역사
초기의 도로 차량은 전기 조명의 이용이 가능해지기 전에 연료를 이용한 조명을 사용하였다. 포드 모델 T는 헤드라이트에 카바이드 램프를 사용하였으며 테일 램프에 오일 램프를 사용하였다. 자동차 헤드라이트용의 다이너모는 1908년 즈음 처음 들어가졌으며 1920년대 자동차에 일상화되었다.

#### 로우빔

로우빔의 ISO 심볼

#### 하이빔

하이빔의 ISO 심볼

#### 롱레인지 램프

롱레인지 램프의 ISO 심볼

#### 안개등

안개등의 ISO 심볼

#### 위치등

위치등의 ISO 심볼

#### 주간주행등

주간주행등의 ISO 심볼

## 전면 조명

### 헤드램프
| 로우빔 | 하이빔 |

### 보조램프
| 롱레인지 램프 | 안개등 |

## 신호, 식별 조명

### 전면
| 위치등 | 주간주행등 주간주행등의 ISO 심볼 [ 1 ] 이 부분의 본문은 주간주행등 입니다. |

### 측면

#### 방향지시등

방향지시등의 ISO 심볼 UNECE 121 심볼

방향지시등은 차량의 좌측, 우측 전면 또는 후면 모서리에 실장되는 깜박이는 등이다.

## 같이 보기
- 등화관제등
- 전조등
- 항해등